# Bister
Bister é uma comuna da Suíça, no Cantão Valais, com cerca de 33 habitantes. Estende-se por uma área de 5,8 km², de densidade populacional de 4 hab/km². Confina com as seguintes comunas: Filet, Grengiols, Termen. 
A língua oficial nesta comuna é o Alemão.